# Xylionopsis urkerewana
Xylionopsis urkerewana är en skalbaggsart som beskrevs av Pierre Lesne 1937. Xylionopsis urkerewana ingår i släktet Xylionopsis och familjen kapuschongbaggar. Inga underarter finns listade i Catalogue of Life.